# Цинъюань-Маньчжурский автономный уезд
Цинъюа́нь-Маньчжу́рский автономный уезд (кит. упр. 清原满族自治县, пиньинь Qīngyuán Mǎnzú zìzhìxiàn, маньчж. ᠴᡳᠩᠶᡠᠸᠠᠨ ᠮᠠᠨᠵᡠ ᠪᡝᠶᡝ ᡩᠠᠰᠠᠩᡤᠠ ᠰᡳᠶᠠᠨ) — автономный уезд в городском округе Фушунь, провинция Ляонин, КНР.

## История
В 1925 году был образован уезд Цинъюань (清源县) провинции Фэнтянь. В связи с тем, что выяснилось, что в провинции Шаньси уже имеется уезд с точно таким же названием, в 1928 году второй иероглиф в названии уезда был заменён на омонимичный иероглиф 原.
После окончания Второй мировой войны уезд в 1946 году вошёл в состав новообразованной провинции Аньдун. Во время гражданской войны уезд в 1947 году перешёл под власть коммунистов и с 1949 года перешёл в состав провинции Ляодун, которая в 1954 году была объединена с провинцией Ляоси в провинцию Ляонин.
В 1989 году уезд Цинъюань был преобразован в Цинъюань-Маньчжурский автономный уезд.

## Административное деление
Уезд делится на 9 посёлков и 5 волостей:
- посёлки
  - Ваньдяньцзы (湾甸子镇)
  - Гунтоушань (红透山镇)
  - Дагуцзе (大孤家镇)
  - Инъэмынь (英额门镇)
  - Нанькоуцянь (南口前镇)
  - Наньшаньчэн (南山城镇)
  - Сягубао (夏家堡镇)
  - Цаоши (草市镇)
  - Цинъюань (清原镇)
- волости
  - Аогубао (敖家堡乡)
  - Бэйшаньгу (北三家乡)
  - Гоунайдянь (枸乃甸乡)
  - Дасухэ (大苏河乡)
  - Тукоуцзы (土口子乡)